# La beata / Paloma quiero contarte
La beata / Paloma quiero contarte es el segundo sencillo oficial del cantautor chileno Víctor Jara como solista. Fue lanzado en 1966 y pertenece al álbum Víctor Jara lanzado ese mismo año.

## Lista de canciones
| Lado A |            |                 |          |  |
| N.º    | Título     | Escritor(es)    | Duración |  |
| 1.     | «La beata» | popular chilena |          |  |

| Lado B |                          |              |          |  |
| N.º    | Título                   | Escritor(es) | Duración |  |
| 2.     | «Paloma quiero contarte» | Víctor Jara  |          |  |